# Tim Mikkelson
Tim Mikkelson (Matamata, 13 de agosto de 1986) é um ruguebolista de sevens neozelandês.

## Carreira
Mikkelson integrou o elenco da Seleção Neozelandesa de Rugby Sevens quinto colocada no Jogos Olímpicos Rio 2016.